# Elisabeth Nikiema
Pour les articles homonymes, voir Nikiema.
Elisabeth Nikiema, née le 18 février 1982, est une nageuse Burkinabé qui s'est spécialisée dans le sprint en nage libre. Elle a participé pour son pays aux jeux Olympiques de 2008 à Pékin, en Chine.

## Carrière en natation
Nikiema a été victorieuse lors de la nationale des championnats nationale de natation du Burkina Faso en juillet 2008, en battant Fabienne Ouattara.
Elle a été invitée par la FINA pour participer en tant que nageuse solitaire pour le Burkina Faso dans le 50 m nage libre lors des jeux Olympiques de 2008 à Pékin, en Chine. Nikiema a participé à la deuxième manche de la compétition, terminant à la sixième place. Son temps de 34.98 secondes établi un nouveau record national, ayant promis de battre son propre record avant la course. Elle avait fini devant Elsie Uwamahoro du Burundi (36.86 secondes) et la Nigerianne Mariama Souley Bana (40.83 secondes). Le heat a été remporté par Zakia Nassar de la Palestine, avec un temps de 31.97 secondes.